# Davide Corti
Davide Corti (* 31. Juli 1972 in Mailand) ist ein ehemaliger italienischer Fußballspieler und heutiger Fußballtrainer.

## Spielerkarriere
Corti begann seine Spielerkarriere in der Jugend der AC Mailand. Am 21. November 1990 wurde er im Pokalspiel gegen die US Lecce in der 42. Spielminute eingewechselt und absolvierte damit sein erstes und einziges Pflichtspiel für die Mailänder. Im Sommer 1992 verließ er Mailand und wechselte zum FC Empoli in die Serie C. In den folgenden Jahren spielte er bei vielen unterklassigen Teams in Italien, bevor er nach der Spielzeit 2002/03 seine Karriere bei der AC Legnano beendete.

## Trainerkarriere
Von 2005 bis 2017 arbeitete Corti als Scout und technischer Direktor in der Jugendakademie der AC Mailand. Parallel dazu besuchte er zwischen März und Mai 2016 die Trainerausbildung der UEFA und erhielt im Anschluss das UEFA-A-Trainerdiplom.
Ab 2017 arbeitete er erst in der Fußballschule Cedar Stars Academy in New Jersey und ab Ende 2018 für die weltweit agierende Rush Soccer-Fußballgruppe.
Anfang Juli 2021 übernahm er das Traineramt der neu gegründeten U19-Jugendmannschaft der Frauenabteilung der AC Mailand. Sowohl in der Spielzeit 2021/22, als auch in der Spielzeit 2022/23 erreichte Corti mit der Nachwuchsmannschaft das Final Four der Primavera-Jugendliga. In beiden Fällen schied man allerdings im Halbfinale gegen den späteren Meister AS Rom aus. Ende März 2023 gewann Corti mit der U19-Auswahl das Torneo di Viareggio.
Nach einem schwachen Start in die Saison 2023/24 übernahm er Ende November 2023 das Traineramt der 1. Frauenmannschaft und ersetzte damit Maurizio Ganz. Auch unter Corti konnte die Mannschaft nicht konstant punkten und verpasste erstmals seit der Gründung eine Platzierung in der Top 3 der Serie A. Nach Ende der Spielzeit verließ er die Frauenabteilung und Suzanne Bakker übernahm sein Amt.
Corti blieb in der Serie A und übernahm die Rolle des Cheftrainers bei Sampdoria Genua. Nach keinem Sieg aus den ersten 10 Pflichtspielen endete das Kapitel Genua für Corti bereits Mitte November 2024.

### Erfolge
- Torneo di Viareggio: 2023 (AC Mailand U19)